# 日本とルクセンブルクの関係
日本とルクセンブルクの関係（にほんとルクセンブルクのかんけい、フランス語: Relations entre le Japon et le Luxembourg、ドイツ語: Japanisch-Luxemburgische Wirtschaftsunion、英語: Japan–Luxembourg relations）では、日本とルクセンブルクの二国間関係について概説する。在ルクセンブルク日本大使館はルクセンブルク市に所在する。駐日ルクセンブルク大使館は東京都千代田区四番町に所在しており、日本に加えて大韓民国およびフィリピンも管轄している。両国関係は第二次世界大戦中を除けば全般的に良好で、特に皇室とルクセンブルク大公家との関係は緊密とされる。

## 歴史
両国が外交関係を樹立したのは、1927年11月のことである。しかし、第二次世界大戦の影響で大公シャルロットと同国首相ピエール・デュポン率いる亡命政府が連合国に肩入れしてナチス・ドイツに対する敵対政策を採ったことにより、当時ドイツと同盟関係にあった大日本帝国は形式的ながらもルクセンブルクと戦争状態になった。1952年4月28日にサンフランシスコ平和条約の発効により日本国が独立した後、1953年3月10日、日本とルクセンブルクの間で公文が交換されて国交が回復した。
1973年には日本興業銀行（現・みずほ銀行）が日本の銀行として初めてルクセンブルクに現地法人を開設した。1987年3月、東京都千代田区二番町に駐日ルクセンブルク大使館が開設された。1992年12月27日に「所得に対する租税及びある種の他の租税に関する二重課税の回避及び脱税の防止のための日本国とルクセンブルグ大公国との間の条約」が発効する。1996年1月には在ルクセンブルク日本大使館が開設。2003年4月に駐日ルクセンブルク大使館が千代田区四番町に移転する。

## 外交使節

### 駐日ルクセンブルク大使
| 代 | 氏名                                   | 在任期間        | 官職名       | 備考                                    |
| -- | -------------------------------------- | --------------- | ------------ | --------------------------------------- |
| 1  | ジャン＝ルイス・ヴォルツフェルト       | 1987年 - 1993年 | 特命全権大使 | 信任状捧呈は4月9日 初代                 |
| 2  | フランソワ・ブレメール                 | 1993年 - 1996年 | 特命全権大使 | 信任状捧呈は2月17日                     |
| 3  | ピエール・グラメーニャ                 | 1996年 - 2002年 | 特命全権大使 | 信任状捧呈は9月20日 財務大臣(2013-2022) |
| 4  | ミッシェル・プランシェール＝トマシーニ | 2002年 - 2007年 | 特命全権大使 | 信任状捧呈は9月9日                      |
| 5  | ポール・シュタインメッツ               | 2007年 - 2013年 | 特命全権大使 | 信任状捧呈は10月1日 旭日大綬章受章      |
| 6  | マーク・ウングホイヤー                 | 2013年 - 2014年 | 特命全権大使 | 信任状捧呈は9月18日                     |
|    | ヤスコ・ミュラー                       | 2014年          | 臨時代理大使 |                                         |
| 7  | ベアトリス・キルシュ                   | 2014年 - 2018年 | 特命全権大使 | 信任状捧呈は9月10日 旭日中綬章受章      |
|    | クリスチャン・ミュラー                 | 2018年 - 2019年 | 臨時代理大使 |                                         |
| 8  | ピエール・フェリング                   | 2019年 - 2024年 | 特命全権大使 | 信任状捧呈は5月16日                     |
|    | ダヴィッド・グブルス                   | 2024年          | 臨時代理大使 |                                         |
| 9  | ミシェル・レーシュ                     | 2024年 -        | 特命全権大使 | 信任状捧呈は10月24日                    |

## 貿易
日本からルクセンブルクへの輸出額は119.4億ユーロ(2020年)で、機械や電子機器、輸送機器などを輸出している。また、ルクセンブルクから日本への輸入額は182.9億ユーロで繊維類やプラスチック製品、機械などを輸入している。

## 在留邦人数
ルクセンブルク在住の日本国籍者は2019年9月現在673人である。